# 山东话

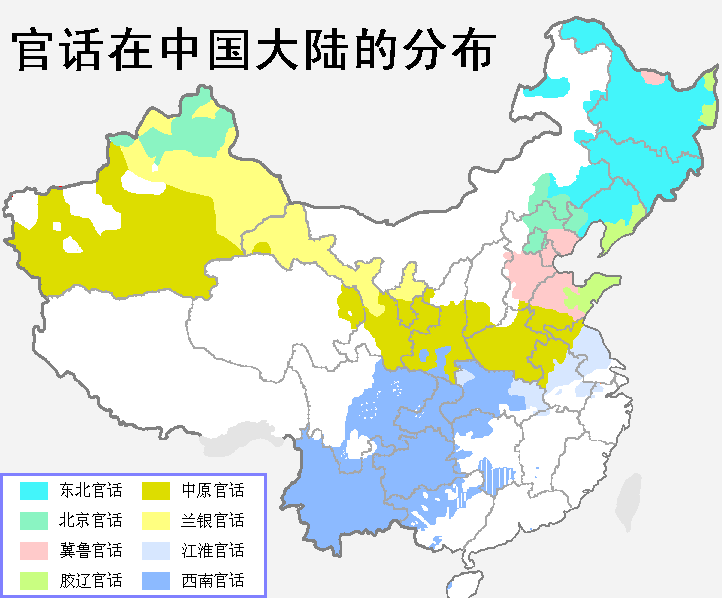

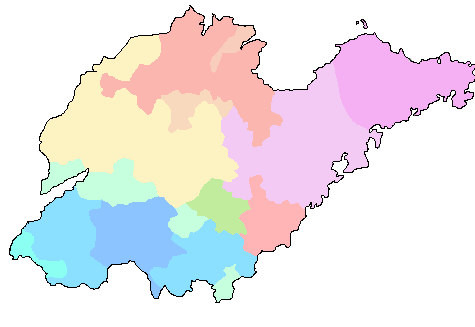
《中国语言地图集》对山东方言的划分
胶辽官话登连片
胶辽官话青州片
冀鲁官话（受胶辽官话影响）
冀鲁官话章利片
冀鲁官话
冀鲁官话（受中原官话影响）
中原官话（受冀鲁官话影响）
中原官话洛徐片
中原官话郑曹片
中原官话蔡鲁片

山东方言，通常指中国山东省境内所使用的汉语。山东地区主要流通的三大方言均属于官话系统，主要分为山东省西北部的冀鲁官话，西南部使用的中原官话以及胶东半岛的胶辽官话。三者差异表现在语音、词汇、语法等各方面。山东周边地区的辽东半岛、江苏省北部因为也分别使用胶辽官话和中原官话，有时他们的当地方言有时也被山东人称为“山东话”。
李荣先生在1989年曾指出：“平常都说汉语方言之间，尤其是官话方言之间，语法差别不大。其实就山东方言而言，句法颇有特色……”其实这只是山东方言所体现出来的其独特性的一个方面，山东方言在词法方面同样颇有特色，临沂方言中特殊的程度副词就是其中之一。

## 山东话传统分类
山东话方言均属于官话，可细分为幾個若干的區別的地方語言。传统分类上，山东话可按官话，片，小片这一传统方式来分，方言区与行政区划不是严格对应的，有时存在一个县内部分乡镇属于另一方言区。

### 中原官话
分布于山东省西南部、江苏省西北部地区。
- 兖菏片
  - 临沂市：兰山区、罗庄区、河东区、蘭陵縣、费县、平邑县、临沭县、郯城县
  - 枣庄市：市中区、滕州市、峄城区、薛城区、台儿庄区、山亭区
  - 济宁市：任城区、兖州区、鱼台县、微山县、泗水县、曲阜市、邹城市、汶上县、嘉祥县、金乡县
  - 菏泽市：牡丹区、郓城县、巨野县、成武县、单县、鄄城县、东明县、定陶县、曹县
  - 泰安市：东平县、宁阳县

### 冀鲁官话
分布于山东省西北部

##### 石济片
- 聊泰小片
  - 济南市：市中区、历下区、槐荫区、天桥区、历城区、长清区、莱芜区、钢城区、平阴县
  - 泰安市：泰山区、岱岳区、肥城市、新泰市
  - 德州市：德城区、陵城区、禹城市、武城县、夏津县、齐河县
  - 聊城市：东昌府区、茌平区、临清市、高唐县、冠县、莘县、东阿县
  - 淄博市：博山区、淄川区、沂源县
  - 临沂市：蒙阴县、沂南县

##### 沧惠片
- 黄乐小片
  - 济南市：商河县
  - 德州市：乐陵市、庆云县、宁津县、临邑县、平原县
  - 滨州市：沾化区、无棣县
- 阳寿小片
  - 济南市：济阳区
  - 滨州市：滨城区、阳信县、惠民县、博兴县
  - 东营市：东营区、河口区、垦利区、广饶县
  - 潍坊市：潍城区、奎文区、坊子区、寿光市、昌乐县
  - 淄博市：临淄区

### 胶辽官话
分布于胶东半岛、辽东半岛和江苏省赣榆县。青岛话就是一种典型的胶辽官话。

##### 登连片
- 蓬龙小片
  - 烟台市：蓬莱区、龙口市

- 烟威小片
  - 青岛市：莱西市
  - 烟台市：芝罘区、福山区、莱山区、牟平区、招远市、栖霞市、莱阳市、海阳市
  - 威海市：环翠区、文登区、荣成市、乳山市

##### 青州片
- 胶莲小片
  - 青岛市：市南区、市北区、李沧区、崂山区、城阳区、黄岛区、即墨区、胶州市、平度市
  - 潍坊市：高密市、安丘市、诸城市
  - 日照市：五莲县、莒县
  - 临沂市：沂水县

- 莱昌小片
  - 潍坊市：寒亭区、昌邑市
  - 烟台市：莱州市

- 青临小片
  - 潍坊市：青州市、临朐县

## 《山东方言的分区》（1985）
钱增怡、高文达等学者根据各地方言特点，将山东方言分成两个大区：西区、东区；四个小区：西齐区、西鲁区、东潍区、东莱区。

#### 西区65个县市
- 西齐小区39个县市：济南、章丘、平阴、济阳、沾化、利津、广饶、博兴、桓台、淄博、邹平、高青、滨州、无棣、乐陵、阳信、惠民、商河、泰安、莱芜、新泰、肥城、临邑、德州、陵县、平原、禹城、武城、齐河、夏津、临清、高唐、茌平、东阿、聊城、阳谷、梁山、莘县、冠县。
- 西鲁小区26个县市：临沂、郯城、兰陵、费县、平邑、枣庄、滕州、微山、泗水、曲阜、邹城、宁阳、济宁、东平、汶上、郓城、巨野、嘉祥、金乡、成武、单县、鄄城、东明、菏泽、定陶、曹县。

#### 东区35个县市
- 东莱小区12个县市：威海、荣成、乳山、烟台、海阳、长岛、蓬莱、龙口、招远、栖霞、莱阳、莱西。
- 东潍小区23个县市：莱州、平度、即墨、青岛、胶州、高密、昌邑、寒亭、寿光、潍坊、青州、昌乐、临朐、安丘、诸城、五莲、日照、莒县、莒南、沂水、沂南、蒙阴、沂源。

以上大致是西齐区归冀鲁官话，西鲁区归中原官话，东莱和东潍归胶辽官话。